# Svislatsj
De Svislatsj (Wit-Russisch: Свіслач) of Svislotsj (Russisch: Свислочь) is een rivier in Wit-Rusland. De lengte bedraagt 327 kilometer.
De Svislatsj is een zijrivier (rechteroever) van de Berezina, die op haar beurt weer een zijrivier is van de Dnjepr.
De Svislatsj ontspringt in de nabijgelegen Minskhoogte, stroomt vervolgens door Minsk, en verder door de Centrale Berezinavlakte, om uiteindelijk in de rivier met die naam te stromen. Tussen Minsk en de uitmonding in de Berezina bevindt zich de kleine waterkrachtcentrale Asipovitskaja.
Elk jaar bevriest de Svislatsj in december, om eind maart, begin april weer te ontdooien.
- Virtual International Authority File: 313503626